# Caynham
Caynham – wieś w Anglii, w hrabstwie Shropshire. Leży 40 km na południe od miasta Shrewsbury i 198 km na północny zachód od Londynu.